# 台東区立金竜小学校
台東区立金竜小学校（たいとうくりつ きんりゅうしょうがっこう）は、東京都台東区千束一丁目にある小学校。浅草寺の正式名・金龍山浅草寺の名がつけられた公立幼稚園。

## 概要
最寄り駅は、東京メトロ日比谷線入谷駅、東日本旅客鉄道（JR東日本）鶯谷駅など。児童は全員制服を着用。

## 沿革
- 1912年（明治45年・大正元年）
  - 2月9日 - 新谷町2番地（芝崎町3丁目⇒現･西浅草3丁目25番地）[1]の旧東京電車株式会社跡地（現・生涯学習センター）に校舎建設開始。
  - 7月 - 校舎完成。
  - 9月2日 - 束、松葉、芝崎の3尋常小学校から児童1617名を集め、25学級の金竜尋常小学校として授業開始。
  - 11月25日 - 開校式挙行。この日（11月25日）を開校記念日と定めた。
- 1923年（大正12年）9月1日 - 11時58分頃に発生した関東大震災により校舎焼失。
- 1928年（昭和3年）9月20日 - 鉄筋コンクリート校舎竣工。
- 1941年（昭和16年）4月 - 国民学校令により、金竜国民学校と改称。
- 1944年（昭和19年）9月[1] - 戦局の悪化により、宮城県に児童を集団疎開させる。
- 1945年（昭和20年）
  - 3月10日 - 東京大空襲により全通学地域が焼失し、罹災者4200名を校舎に収容[1]。
  - 5月15日 - 校舎の大部分が兵器工場に転用される[1]。
  - 8月15日 - 太平洋戦争終戦[1]。
  - 11月12日 - 53名の児童が集まり学校再開[1]。
- 1947年（昭和22年）
  - 3月14日 - 宮城県に集団疎開していた児童が、全員無事帰京する。
  - 11月 - 学制改革（「六・三制」施行）により、台東区立金竜小学校へ改称。
- 1953年（昭和28年） - 特別支援学級（心障学級）開設[1]。
- 1957年（昭和32年） - 創立45周年記念として新校歌制定。
- 1961年（昭和36年）7月10日 - 金竜公園の敷地に新しいプール完成。新プールは自然排水の設備の整ったプールでした。それ以前は、校庭の隅に防火用水として造られたプールでした。普段はプールにふたをして校庭として使っていた。
- 1963年（昭和38年）7月 - 標準服制定[1]。
- 1965年（昭和40年）4月1日 - 金竜幼稚園が併設開園。
- 1966年（昭和41年）4月 - 特別支援学級の名称を「かたばみ学級」とした。
- 1982年（昭和57年） - 金竜小学校「賛歌」ができる[1]。
- 1986年（昭和61年） -  	西浅草3丁目の校舎から、現在の新校舎（千束1丁目）へ移転[1]。
- 1987年（昭和62年） - 新校舎落成記念式典挙行[1]。
- 1998年（平成10年）9月28日 - 生涯学習センター建設のため旧校舎解体（「生涯学習センター」は平成13年完成）。
- 2002年（平成14年） - ビオトープ「金竜の里」完成[1]。
- 2007年（平成19年）4月 - 併設されていた金竜幼稚園が独立。

## 教育目標
- 進んで学ぶ子
- 思いやりのある子
- 心も体も健康な子

## 通学区域
東京都台東区教育委員会によって指定されている金竜小学校の通学区域は、以下の通り。
- 千束一丁目（全域）
- 千束二丁目（1番-32番、33番1号-3号、34番1号-3号・10号、35番1号-3号、36番1号-3号）
- 西浅草二丁目（1番、2番、10番-16番、25番-27番）
- 西浅草三丁目（全域）
- 浅草二丁目（13番-27番）

## 進学先中学校
公立中学校に進学する場合は次の3校が東京都台東区教育委員会により指定されている。
- 台東区立柏葉中学校 - 千束一丁目、千束二丁目（1番-32番、33番1号-3号、34番1号-3号・10号、35番1号-3号、36番1号-3号）
- 台東区立駒形中学校 - 西浅草二丁目（1番、2番、10番-16番、25番-27番）、西浅草三丁目
- 台東区立浅草中学校 - 浅草二丁目（13番-27番）

## アクセス
- 都営バス
  - 「上26」・「草41」の各系統で、「入谷2丁目」停留所から、徒歩1分。
  - 「都08」・「草63」・「草43」・「草41」の各系統で、「西浅草3丁目」停留所から、徒歩5分。
- 東京メトロ日比谷線「入谷駅」から、徒歩7 - 10分。
- 首都圏新都市鉄道つくばエクスプレス「浅草駅」から、徒歩約10分。
- 東日本旅客鉄道（JR東日本）山手線・京浜東北線「鶯谷駅」から、徒歩約15分。
- なお、学校ホームページ内には記載がないが、台東区コミュニティバス「めぐりん」「南めぐりん」「北めぐりん:根岸回り」で、「生涯学習センター北」停留所からもアクセス可能。

## 卒業生
- 松山恭助 - フェンシング

## 学校周辺
- 東京都道319号環状三号線
- 台東区立中央図書館
- 金竜公園 - 一時期本校のプールが設置されていた。
- 東京都道462号蔵前三ノ輪線